# Alceu Rodrigues Simoni Filho
Alceu Rodrigues Simoni Filho (sinh ngày 7 tháng 5 năm 1984) là một cầu thủ bóng đá người Brasil.

## Sự nghiệp câu lạc bộ
Alceu Rodrigues Simoni Filho đã từng chơi cho Kashiwa Reysol, Consadole Sapporo và Montedio Yamagata.